# Cynorta eremitica
Cynorta eremitica is een hooiwagen uit de familie Cosmetidae.